# Ed Oxenbould
Edder "Ed" Oxenbould (1 de junio de 2001, Melbourne, Australia) es un actor australiano. Es conocido internacionalmente como el personaje principal en Alexander y el día terrible, horrible, malo y muy malo, como Dylan en Aviones de papel, y como Tyler en La Visita.
En el año 2018 participó en el debut en la dirección de Paul Dano en Wildlife.

## Nacimiento e infancia
Oxenbould nació en Australia, hijo de Diana Adams y Jamie Oxenbould. Es sobrino del comediante/actor Ben Oxenbould.

## Carrera
En 2011, apareció por primera vez en televisión en un episodio de la serie Underbelly.
Fue protagonista en la película corta de Australia 2012 Julian, dirigida por Matthew Moore, en la que se desempeñó el papel protagonista (un niño de 9 años de edad, Julian Assange). Fue nominado para el Premio AACTA para Mejor Actor Joven. Protagoniza el programa de televisión australiana Puberty Blues como David Vickers, el hijo de 10 años de edad, de la familia de Vickers.
Coprotagonizó como Dylan en el 2014 la película Paper Planes, junto con Sam Worthington, que se estrenó en el Festival de Toronto Internacional Film.  El 24 de junio de 2013, Oxenbould esta en el elenco de Alexander y un día terrible, horrible, malo, muy malo, en la que interpretó el papel principal de Alexander, junto con Steve Carell, Jennifer Garner, Bella Thorne, y Dylan Minnette. Miguel Arteta dirigió la película de la comedia, que fue estrenada el 10 de octubre de 2014.

## Filmografía

### Cine
| Año  | Título                                                      | Papel            |
| ---- | ----------------------------------------------------------- | ---------------- |
| 2016 | Better watch out                                            | Garrett          |
| 2012 | Julian                                                      | Julian Assange   |
| 2012 | Las criaturas de todo el dios                               | Charlie          |
| 2013 | El ámbar Amuleto                                            | Liam MacKenzie   |
| 2014 | Alexander and the Terrible, Horrible, No Good, Very Bad Day | Alexander Cooper |
| 2014 | Aviones de papel                                            | Dylan Webber     |
| 2015 | La visita                                                   | Tyler            |
| 2017 | Barrio seguro                                               | TBA              |
| 2018 | Wildlife (película)                                         | Joe Brinson      |

### Televisión
| Año             | Título                    | Papel         |           |
| --------------- | ------------------------- | ------------- | --------- |
| 2011            | Bajo vientre: Razor       | Fred Twiss    |           |
| 2012            | Negocios complicado       | Max Nugent    |           |
| 2012-presente   | Puberty blues             | David Vickers |           |
| 2014            | Compañeros del alma       | Russell Crowe |           |
| 2015            | Australian Story          | Él mismo      |           |
| 2015            | Comedia Bang! ¡Explosión! | Nieto         |           |
| 2018 - presente | Reckoning                 | -             | miniserie |

## Reconocimientos
- 2013 - AACTA Award[12]
  - Candidatura Mejor Actor joven por Julian
- 2014 - Phoenix Film Critics Society Awards[13]
  - Candidatura a Mejor performance de un actor joven por Un día fantástico y sorprendente para olvidar
- 2015 - Young Artist Awards
  - Candidatura como Mejor actor joven protagonista en filme por Un día fantástico y sorprendente para olvidar
  - Candidatura como Mejor cast joven en filme por Un día fantástico y sorprendente para olvidar
- 2015 - Phoenix Film Critics Society Awards[14]
  - Candidatura a Mejor performance de un actor joven por The Visit
- 2016 - Film Critics Circle of Australia Awards[15]
  - Mejor performance de un actor joven por Paper Planes